# Герб Москвы
Герб города Москвы — один из официальных символов города Москвы, наряду с флагом, гимном и знаменем.
В соответствии с законом «О гербе города Москвы», принятым Московской городской думой 11 июня 2003 года, городской герб представляет собой четырёхугольный, с закруглёнными нижними углами и заострённый в оконечности тёмно-красный геральдический щит, на котором изображён развёрнутый вправо от зрителя всадник — святой Георгий Победоносец в серебряных доспехах и голубой мантии (плаще), на серебряном коне с серебряной сбруей, поражающий золотым копьём чёрного змия.

## История
В XIII веке, начиная с Мстислава Удатного и внуков Всеволода Большое Гнездо — Всеволода Юрьевича и Александра Ярославича (Невского) — на княжеских печатях появляется образ конного воина (всадника), в виде которого изображался соответствующий святой — небесный покровитель князя (или его отца). В дальнейшем, начиная с Александра Невского, так стали символически изображать на печатях и самого князя. При этом на обратной стороне княжеских печатей Александра Невского возникает и новый сюжет: спешившийся и ведущий коня Феодор Стратилат вонзает копьё в открытую пасть дракона (змия).
Следующий этап в становлении символа всадника связан с Дмитрием Донским, на печатях которого есть изображения его небесного покровителя — Димитрия Солунского (причём он мог быть в образе как пешего воина, так и всадника, вооружённого мечом). Среди изображений на печатях сына Дмитрия Донского Василия I — всадник с копьём, направленным вниз. Кроме того, на монетах князя впервые появляется драконоборческий сюжет с участием именно скачущего всадника: конный воин с копьём, а под копытами коня — змий.
На монетах великого князя московского Василия II Тёмного, сына Василия I, присутствуют различные сюжеты со всадником, в том числе и «портретное» изображение самого князя, поражающего копьём змия. Похожие образы известны на монетах других потомков Дмитрия Донского.

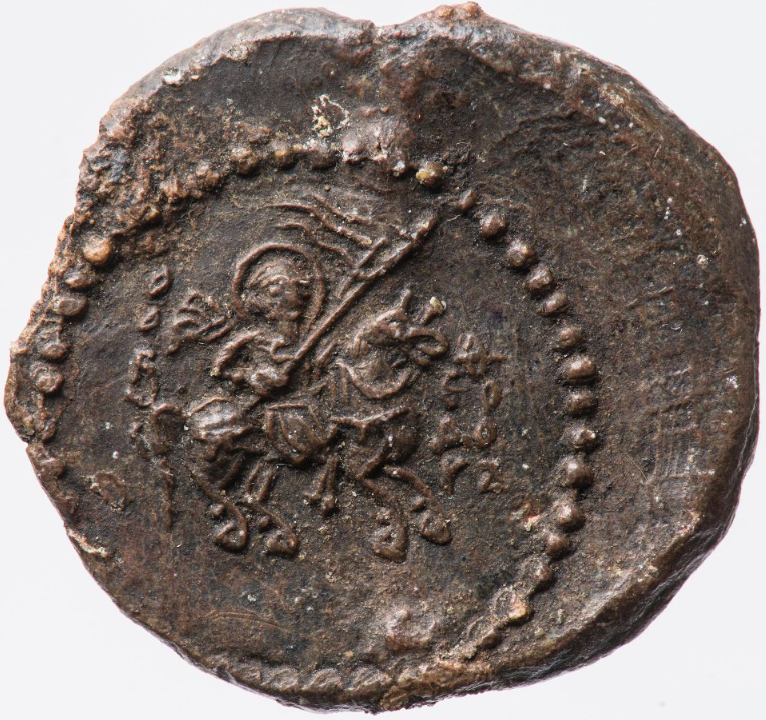
Печать князя Мстислава Удатного с изображением всадника (по другой версии, печать князя Фёдора Ярославича). XIII век
Печать Александра Невского (лицевая и оборотная стороны) с изображениями самого князя в виде всадника и святого Феодора Стратилата. После 1236 года
Печать Василия I Дмитриевича. 1389 год
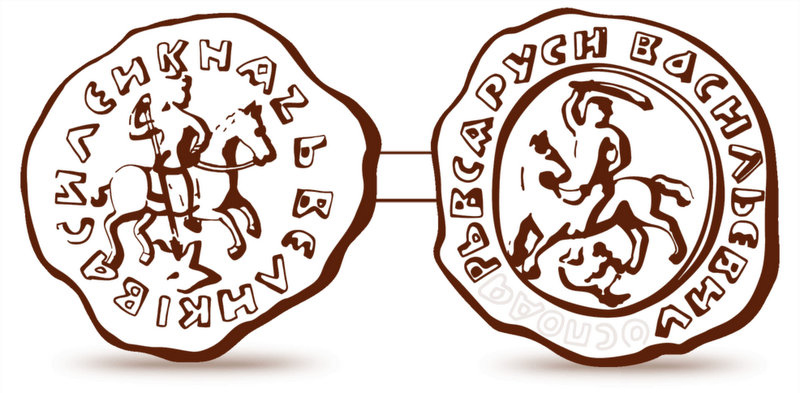
Монета Василия II Тёмного. Середина XV века
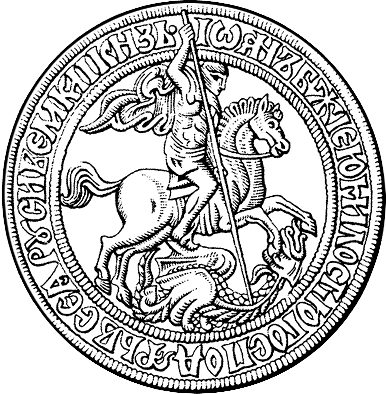
Лицевая сторона печати Ивана III Васильевича, 1497 год

Со времён правления великого князя московского Ивана III всадник-змееборец становится одним из двух постоянных символов на печатях русских государей, наряду с двуглавым орлом. При царе Иване Грозном фигура всадника, поражающего копьём дракона, на государственных печатях начинает помещаться в щитке на груди двуглавого орла.
При Петре I, начиная с 1710-х годов, происходит трансформация фигуры всадника на российском государственном гербе от символического изображения государя (царя) на коне к пониманию его как образа святого Георгия Победоносца. Так, уже в 1720—1730-х годах всадник государственного герба вполне официально в некоторых документах именуется «святым Георгием». Например, он был назван как Георгий в описании российского государственного герба на белом полковом знамени из Знамённого гербовника 1730 года:
…двоеглавый орёл чёрный, <…> в середине того орла Георгий на коне — белый, побеждающий змия, епанча и копьё жёлтые, венец жёлтый же, змий чёрный…
В Знамённом гербовнике 1730 года находится и герб с подписью «Московский», на котором изображён «Георгий на коне», аналогичный фигуре всадника в центре государственного герба.
Впервые герб города Москвы (именно как городской герб, а не территориальный московский герб) был утверждён 20 (31) декабря 1781 года при императрице Екатерине II, наряду с другими гербами Московской губернии:
Город Москва, имеет старый герб. Святый Георгий на коне, <…> как в средине Государственного герба, в красном поле, поражающий копием чёрного змия.
В 1883 году городской герб изменён в соответствии с правилами западноевропейской геральдики — фигуру всадника (святого Георгия) развернули в правую геральдическую сторону, то есть влево от зрителя. Также герб получил императорскую корону над геральдическим щитом и два золотых скипетра, перевязанных андреевской лентой. Мантия святого Георгия на московском гербе теперь стала лазуревой, дракон (змий), прежде — чёрного цвета, начал изображаться жёлто-зелёным.

### Советский период
После 1917 года дореволюционный герб Москвы отменили. 22 сентября 1924 года Президиум Московского совета рабочих, крестьянских и красноармейских депутатов утвердил новый герб города, разработанный архитектором Дмитрием Осиповым, автором изображённого в его центре Монумента советской конституции (далее текст из авторского описания элементов герба):
а) в центральной части в овальный щит вписана пятиконечная звезда. Это — победный символ Красной армии.
б) обелиск на фоне звезды, являющийся первым революционным монументом Р.С.Ф.С.Р. в память октябрьской революции (поставленный перед зданием Моссовета). Это — символ твёрдости Советской власти.
в) серп и молот — эмблема рабоче-крестьянского правительства.
г) зубчатое колесо и связанные с ним ржаные колосья, изображённые по овалу щита, являются символом Смычки города с деревней, где колесо с надписью «Р.С.Ф.С.Р.» определяет промышленность, а ржаные колосья — сельское хозяйство.
д) внизу по обеим сторонам изображены эмблемы, характеризующие наиболее развитую промышленность в Московской губернии. Слева наковальня. Это эмблема металлообрабатывающего производства. Справа челнок — текстильного производства.

е) внизу под надписью «Московский совет раб. кр. и кр. деп.», изображённой на ленте, расположена «динама» — эмблема электрофикации.
Герб создавался для использования «при необходимости обозначать принадлежность имущества Московскому Совету», изображался на его печатях и в печатных изданиях. К концу 1930-х годов он полностью вышел из употребления.
В 1964 году главное архитектурно-планировочное управление Мосгорисполкома объявило открытый конкурс на создание нового герба Москвы. По его итогам ни один из 177 предложенных проектов так не был принят. При подведении итогов член жюри Николай Щепетильников констатировал, что никто из участников не справился с задачей «отыскать новые символы, могущие выразить идеи и значимость современной Москвы».

## Современность
Дореволюционный герб Москвы с изображением святого Георгия неофициально возродили ещё в самом начале 1990-х годов (так, он считался гербом Москвы на Дне города в 1990 году). В 1991 году художник Константин Иванов создал новый рисунок герба, который хотя и не был утверждён городскими властями, но часто использовался фактически (к примеру, в оформлении автомобилей ГАИ).
23 ноября 1993 года распоряжением мэра Москвы Ю. М. Лужкова городу возвращён, уже официально, исторический герб, внешне схожий с гербом образца 1781 года. Положение о гербе города Москвы, утверждённое этим распоряжением, содержало такое описание городского герба:
На тёмно-красном щите (отношение ширины к высоте 8:9), развёрнутый вправо Георгий Победоносец в серебряных доспехах и лазуревой приволоке (мантии), на серебряном коне поражает золотым копьём чёрного змия.
Автором нового эскиза герба Москвы опять стал художник Константин Иванов. Герб города внесён в Государственный геральдический регистр Российской Федерации под № 196.
1 февраля 1995 года Московская городская дума приняла постановление, которое ввела в действие закон «О гербе и флаге города Москвы» (закон фактически подтвердил ранее утверждённую новую городскую символику).
День герба и флага города Москвы установлен в 2004 году законом «О праздниках города Москвы» — он ежегодно отмечается 6 мая.

## Галерея

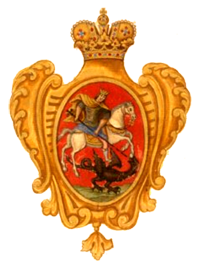
Московский герб из Знамённого гербовника 1730 года
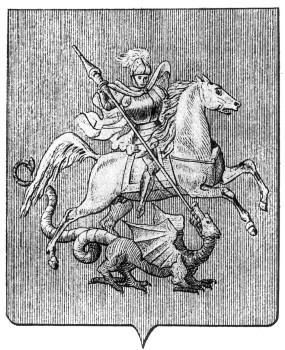
Герб Москвы согласно описанию 1781 года (изображение с литографии, отпечатанной в 1843 году)
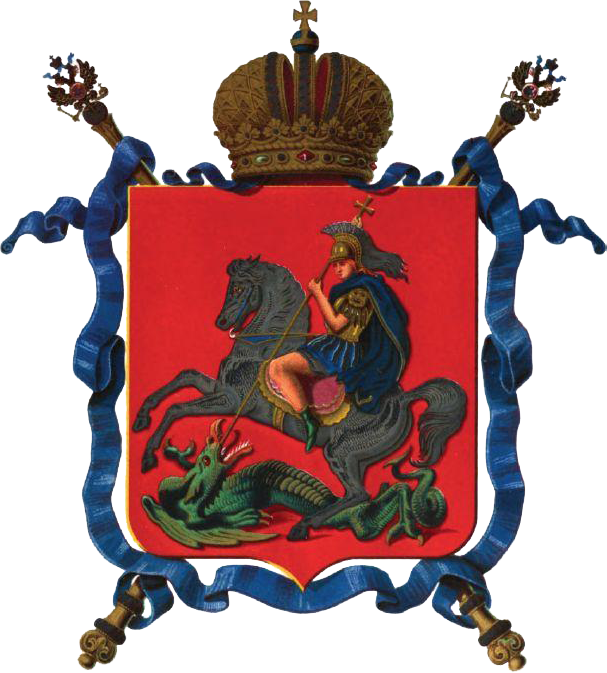
Герб Москвы с 1883 года
Герб Москвы с 1924 года
Герб Москвы с 1993 года
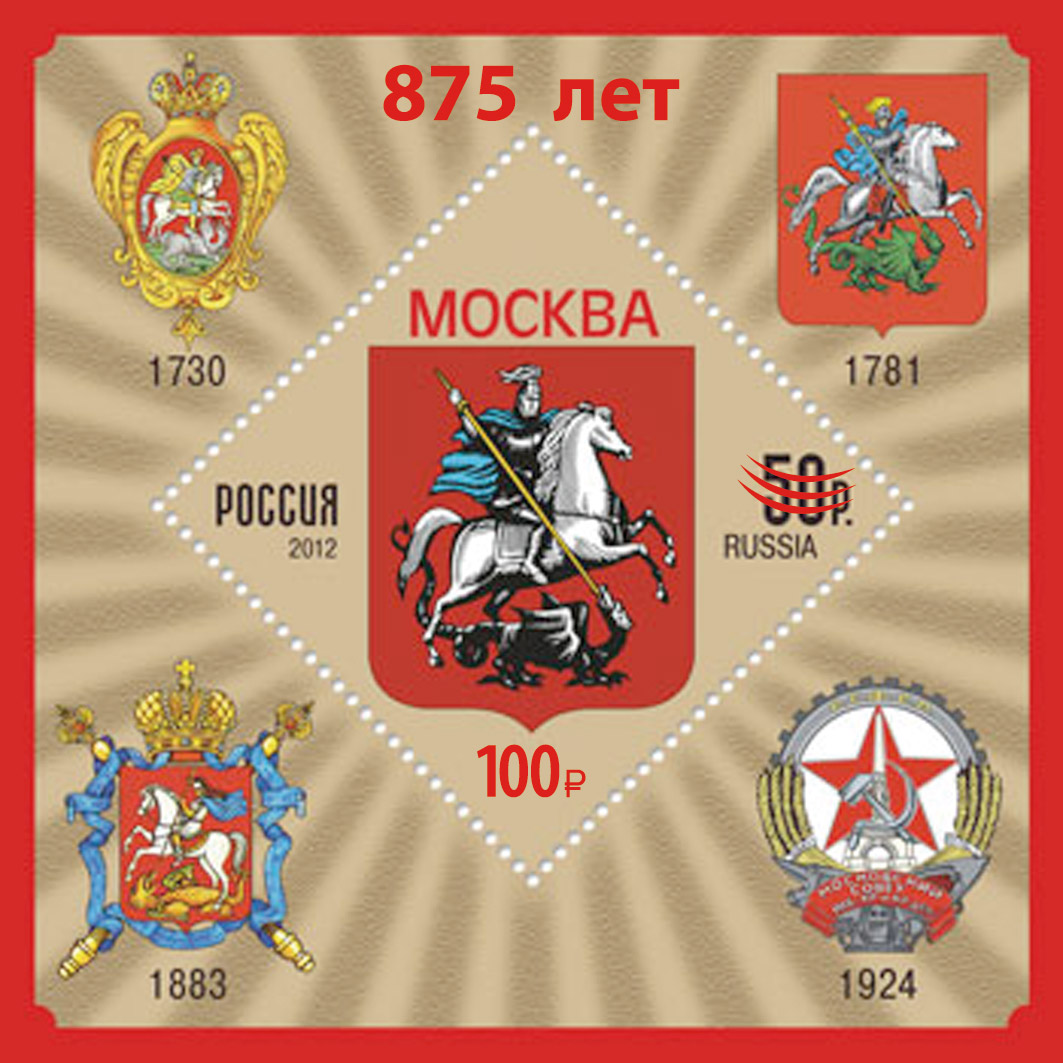
Почтовый блок «875 лет Москве» с изображением гербов Москвы

## Критика
Геральдическое изображение и официальное описание всадника герба — святого Георгия Победоносца — не соответствуют правилам православной иконографии, в которой святых принято изображать с нимбом.
С другой стороны, будучи повернутым в правую для зрителя сторону, изображение всадника на современном гербе Москвы не соответствует правилу западноевропейской геральдики, согласно которому живые существа на гербе обычно должны быть повернуты в левую для зрителя (т. н. правую геральдическую) сторону. Это правило установлено для того, чтобы фигура, изображённая на щите, который традиционно держался у левого бока рыцаря, не казалась отступающей. При этом поворот фигуры всадника вправо от зрителя (то есть в левую геральдическую сторону) не запрещён, а лишь считается исключением из правила (для московского герба такой поворот фигуры всадника является вполне традиционным и не символизирует бегство).

## Интересные факты

Герб Московской области

Всадник-змееборец являлся центральным элементом как на гербе Московского государства, так и на гербе Российской империи. Фигура всадника помещена и в центральной части современного герба Российской Федерации, однако в официальном описании герба данный его элемент не указан как изображение святого Георгия Победоносца или как герб города Москвы.
Герб Московской области имеет аналогичный сюжет и также базируется на историческом гербе города Москвы.

## Комментарии
1. ↑  Есть версия, что приписываемые Мстиславу Удатному печати с изображением всадника — святого Феодора Тирона — на самом деле связаны с новгородским князем Фёдором Ярославичем.
2. ↑  В геральдике стороны гербового щита принято определять не со стороны зрителя, а со стороны того, кто условно держит щит с гербом. Таким образом, правая геральдическая сторона находится слева от зрителя, и наоборот.
3. ↑  Из авторского описания герба следует, что изначально этот проект герба предполагался не только для города Москвы, но и для всей Московской губернии.